# ایوان کاپلی
ایوان فرانکو کاپلی (انگلیسی: Ivan Franco Capelli؛ زادهٔ ۲۴ مهٔ ۱۹۶۳ در میلان) رانندهٔ سابق مسابقات اتومبیل‌رانی فرمول یک اهل ایتالیا است. او از ۶ اکتبر ۱۹۸۵ مجموعاً در ۹۸ گراند پری شرکت کرد و در طول دوران فعالیت خود سه بار به روی سکو رفت و در مجموع ۳۱ امتیاز کسب کرد. کاپلی از سال ۱۹۹۸ تا ۲۰۱۷ در شبکهٔ تلویزیونی رای ۱ ایتالیا به‌عنوان مفسر ورزشی فرمول یک مشغول به فعالیت بوده‌است.

## نتایج در مسابقات

### نتایج کامل در فرمول یک
(کلید)
| سال  | شرکت‌کننده                  | شاسی               | موتور                                  | ۱                | ۲             | ۳             | ۴           | ۵             | ۶            | ۷           | ۸           | ۹           | ۱۰          | ۱۱         | ۱۲         | ۱۳         | ۱۴         | ۱۵            | ۱۶          | ق.ر.   | امتیاز |
| ---- | -------------------------- | ------------------ | -------------------------------------- | ---------------- | ------------- | ------------- | ----------- | ------------- | ------------ | ----------- | ----------- | ----------- | ----------- | ---------- | ---------- | ---------- | ---------- | ------------- | ----------- | ------ | ------ |
| ۱۹۸۵ | سازمان تایرل ریسینگ        | تایرل ۰۱۴          | رنو ئی‌اف۴بی ۱٫۵ وی۶ توربو              | برزیل            | پرتغال        | سان مارینو    | موناکو      | کانادا        | دیترویت      | فرانسه      | بریتانیا    | آلمان       | اتریش       | هلند       | ایتالیا    | بلژیک      | اروپا ب.   | آفریقای جنوبی | استرالیا ۴  | هفدهم  | ۳      |
| ۱۹۸۶ | جولی کلاب اس‌پی‌ای           | ای‌جی‌اس جی‌اچ۲۱سی    | موتوری مدرنی تیپو ۶۱۵–۹۰ ۱٫۵ وی۶ توربو | برزیل            | اسپانیا       | سان مارینو    | موناکو      | بلژیک         | کانادا       | دیترویت     | فرانسه      | بریتانیا    | آلمان       | مجارستان   | اتریش      | ایتالیا ب. | پرتغال ب.  | مکزیک         | استرالیا    | ر.ن.   | ۰      |
| ۱۹۸۷ | لیتون هاوس تیم مسابقه مارچ | مارچ ۸۷پی          | فورد کازوورث دی‌اف‌زد ۳٫۵ وی۸            | برزیل ع.ش.       |               |               |             |               |              |             |             |             |             |            |            |            |            |               |             | نوزدهم | ۱      |
| ۱۹۸۷ | لیتون هاوس تیم مسابقه مارچ | مارچ ۸۷۱           | فورد کازوورث دی‌اف‌زد ۳٫۵ وی۸            |                  | سان مارینو ب. | بلژیک ب.      | موناکو ۶    | دیترویت ب.    | فرانسه ب.    | بریتانیا ب. | آلمان ب.    | مجارستان ۱۰ | اتریش ۱۱    | ایتالیا ۱۳ | پرتغال ۹   | اسپانیا ۱۲ | مکزیک ب.   | ژاپن ب.       | استرالیا ب. | نوزدهم | ۱      |
| ۱۹۸۸ | لیتون هاوس تیم مسابقه مارچ | مارچ ۸۸۱           | جاد سی‌وی ۳٫۵ وی۸                       | برزیل ب.         | سان مارینو ب. | موناکو ۱۰     | مکزیک ۱۶    | کانادا ۵      | دیترویت ع.ش. | فرانسه ۹    | بریتانیا ب. | آلمان ۵     | مجارستان ب. | بلژیک ۳    | ایتالیا ۵  | پرتغال ۲   | اسپانیا ب. | ژاپن ب.       | استرالیا ۶  | هفتم   | ۱۷     |
| ۱۹۸۹ | لیتون هاوس ریسینگ          | مارچ ۸۸۱           | جاد سی‌وی ۳٫۵ وی۸                       | برزیل ب.         | سان مارینو ب. |               |             |               |              |             |             |             |             |            |            |            |            |               |             | ر.ن.   | ۰      |
| ۱۹۸۹ | لیتون هاوس ریسینگ          | مارچ سی‌جی۸۹۱       | جاد ئی‌وی ۳٫۵ وی۸                       |                  |               | موناکو ۱۱     | مکزیک ب.    | آمریکا ب.     | کانادا ب.    | فرانسه ب.   | بریتانیا ب. | آلمان ب.    | مجارستان ب. | بلژیک ۱۲   | ایتالیا ب. | پرتغال ب.  | اسپانیا ب. | ژاپن ب.       | استرالیا ب. | ر.ن.   | ۰      |
| ۱۹۹۰ | لیتون هاوس                 | لیتون هاوس سی‌جی۹۰۱ | جاد ئی‌وی ۳٫۵ وی۸                       | آمریکا ب.        | برزیل ع.ص.    | سان مارینو ب. | موناکو ب.   | کانادا ۱۰     | مکزیک ع.ص.   | فرانسه ۲    | بریتانیا ب. | آلمان ۷     | مجارستان ب. | بلژیک ۷    | ایتالیا ب. | پرتغال ب.  | اسپانیا ب. | ژاپن ب.       | استرالیا ب. | دهم    | ۶      |
| ۱۹۹۱ | لیتون هاوس                 | لیتون هاوس سی‌جی۹۱۱ | ایلمور ۲۱۷۵ای ۳٫۵ وی۱۰                 | آمریکا ب.        | برزیل ب.      | سان مارینو ب. | موناکو ب.   | کانادا ب.     | مکزیک ب.     | فرانسه ب.   | بریتانیا ب. | آلمان ب.    | مجارستان ۶  | بلژیک ب.   | ایتالیا ۸  | پرتغال ۱۷† | اسپانیا ب. | ژاپن          | استرالیا    | هجدهم  | ۱      |
| ۱۹۹۲ | اسکودریا فراری اس‌پی‌اس      | فراری اف۹۲ای       | فراری ۰۳۸ ۳٫۵ وی۱۲                     | آفریقای جنوبی ب. | مکزیک ب.      | برزیل ۵       | اسپانیا ۱۰† | سان مارینو ب. | موناکو ب.    | کانادا ب.   | فرانسه ب.   | بریتانیا ۹  | آلمان ب.    | مجارستان ۶ | بلژیک ب.   |            |            |               |             | سیزدهم | ۳      |
| ۱۹۹۲ | اسکودریا فراری اس‌پی‌اس      | فراری اف۹۲ای‌تی     | فراری ۰۳۸ ۳٫۵ وی۱۲                     |                  |               |               |             |               |              |             |             |             |             |            |            | ایتالیا ب. | پرتغال ب.  | ژاپن          | استرالیا    | سیزدهم | ۳      |
| ۱۹۹۳ | ساسول جردن                 | جردن ۱۹۳           | هارت ۱۰۳۵ ۳٫۵ وی۱۰                     | آفریقای جنوبی ب. | برزیل ع.ص.    | اروپا         | سان مارینو  | اسپانیا       | موناکو       | کانادا      | فرانسه      | بریتانیا    | آلمان       | مجارستان   | بلژیک      | ایتالیا    | پرتغال     | ژاپن          | استرالیا    | ر.ن.   | ۰      |

† راننده گراند پری را به پایان نرسانده‌است، اما از آنجا مه بیش از ۹۰٪ از مسافت کل مسابقه را طی کرده، در رده‌بندی قرار گرفته‌است.

### نتایج کامل در مسابقات ۲۴ ساعته لمانز
| سال  | تیم              | رانندگان همکاری          | خودرو                | کلاس  | دورها | جایگاه | جایگاه در کلاس |
| ---- | ---------------- | ------------------------ | -------------------- | ----- | ----- | ------ | -------------- |
| ۱۹۹۵ | شرکت هوندا موتور | آرمین هانه برتراند کاکوت | هوندا ان‌اس‌ایکس جی‌تی۱ | جی‌تی۱ | ۷     | ع.پ.   | ع.پ.           |